# Surinaamse Cricket Bond
De Surinaamse Cricket Bond (SCB) is de officiële sportbond voor cricket in Suriname. De bond is gevestigd in Paramaribo. De voorzitter is Raj Narain (stand 2018). Suriname wordt tijdens internationale toernooien vertegenwoordigd door het Surinaams cricketelftal.